# انتخابات مجلس النواب الأمريكي 2024
أقيمت انتخابات مجلس النواب الأمريكي لعام 2024 في 5 نوفمبر 2024، كجزء من انتخابات الولايات المتحدة لعام 2024 ، لانتخاب ممثلين من جميع الدوائر الانتخابية البالغ عددها 435 دائرة في كل من الولايات الأمريكية الخمسين، بالإضافة إلى 6 مندوبين غير مصوتين من مقاطعة كولومبيا والأقاليم الأمريكية المأهولة إلى مجلس النواب الأمريكي. ومن المقرر أيضًا إجراء انتخابات خاصة في تواريخ مختلفة في عام 2024. كما أُجريت في هذا التاريخ أيضًا العديد من الانتخابات الفيدرالية والولائية والمحلية الأخرى، بما في ذلك الانتخابات الرئاسية الأمريكية وانتخابات مجلس الشيوخ. سيخدم الفائزون في هذه الانتخابات في الكونجرس الأمريكي رقم 119، وتوزع المقاعد بين الولايات بناءً على تعداد الولايات المتحدة لعام 2020.
يتولى مايك جونسون قيادة مؤتمر الجمهوريين في مجلس النواب منذ أكتوبر 2023، بعد إقالة كيفن مكارثي من منصب رئيس مجلس النواب وانتخابات رئيس مجلس النواب التي انتخبته. وهو أول عضو في الكونغرس من لويزيانا ينتخب رئيسًا لمجلس النواب.
مع انتخاب حكيم جيفريز زعيمًا لكتلة الديمقراطيين في مجلس النواب، من المقرر أن تكون هذه أول انتخابات لمجلس النواب منذ عام 2002 لن تقود فيها نانسي بيلوسي الحزب الديمقراطي. جيفريز هو أول أمريكي من أصل أفريقي في تاريخ الكونجرس يشغل منصب زعيم أي من الحزبين، وأول عضو في الكونجرس من نيويورك يفعل ذلك منذ تقاعد برتراند سنيل في عام 1938.
ومن المتوقع أن تكون الانتخابات تنافسية للغاية حيث تشير التوقعات إلى فارق أقل من خمسة مقاعد بين الحزبين. تشمل الأحداث التي وقعت خلال الدورة 118 للكونغرس انتخابات رئاسة مجلس النواب في يناير 2023، وأزمة سقف الدين في عام 2023، وإقالة كيفن مكارثي من منصب رئيس مجلس النواب، وانتخابات رئاسة مجلس النواب في أكتوبر 2023، وطرد جورج سانتوس. لم يفقد أي حزب السيطرة على مجلس النواب بعد فترة واحدة في الكونجرس منذ عام 1954.

## التقاعد

المتقاعدون حسب المنطقة
شاغل المنصب الديمقراطي ترشح
شاغل المنصب الديمقراطي تقاعد أو فقد إعادة الترشيح
شاغل المنصب الجمهوري ترشح
شاغل المنصب الجمهوري تقاعد أو فقد إعادة الترشيح
شاغر أو لم يترشح أي شاغل للمنصب

تقاعد ما مجموعه 46 ممثلاً و2 مندوبين غير مصوتين (25 ديمقراطيًا و23 جمهوريًا)، تقاعد 19 منهم (12 ديمقراطيًا و7 جمهوريين) للترشح لمناصب أخرى.

### ديمقراطي
1. أريزونا 3: روبن غاليغو تقاعد للترشح في انتخابات مجلس الشيوخ الأمريكي 2024 في أريزونا.[4]
2. كاليفورنيا 12: باربرا لي تقاعدت للترشح في انتخابات مجلس الشيوخ الأمريكي 2024.[5]
3. كاليفورنيا 16: آنا إيشو تقاعدت.[6]
4. كاليفورنيا 29: توني كارديناس تقاعد.[7]
5. كاليفورنيا 30: آدم شيف تقاعد للترشح في انتخابات مجلس الشيوخ الأمريكي 2024.[8]
6. كاليفورنيا 31: غريس نابوليتانو تقاعدت.[9]
7. كاليفورنيا 47: كاتي بورتر تقاعدت للترشح في انتخابات مجلس الشيوخ الأمريكي 2024.[10]
8. ديلاوير at-large: ليزا بلنت روتشستر تقاعدت للترشح في انتخابات مجلس الشيوخ الأمريكي 2024 في ديلاوير.[11]
9. ماريلاند 2: داتش روبيرسبيرغر تقاعد.[12]
10. ماريلاند 3: جون ساربانز تقاعد.[13]
11. ماريلاند 6: ديفيد ترون تقاعد للترشح في انتخابات مجلس الشيوخ الأمريكي 2024 في ماريلاند.[14]
12. ميشيغان 7: إليسا سلوتكين تقاعدت للترشح في انتخابات مجلس الشيوخ الأمريكي 2024 في ميشيغان.[15]
13. ميشيغان 8: دان كيلدي تقاعد.[16]
14. مينيسوتا 3: دين فيليبس تقاعد للترشح في حملة دين فيليبس الرئاسية 2024.[17]
15. نيوهامبشير 2: آني كوستر تقاعدت.[18]
16. نيوجيرسي 3: أندي كيم تقاعد للترشح في انتخابات مجلس الشيوخ الأمريكي 2024 في نيو جيرسي.[19]
17. كارولاينا الشمالية 6: كاثي مانينغ تقاعدت بسبب إعادة تقسيم الدوائر.[20]
18. كارولاينا الشمالية 13: وايلي نيكل تقاعد بسبب إعادة تقسيم الدوائر.[21]
19. كارولاينا الشمالية 14: جيف جاكسون تقاعد للترشح في انتخابات المدعي العام في ولاية نورث كارولاينا 2024 بسبب إعادة تقسيم الدوائر.[22]
20. Northern Mariana Islands at-large: غريغوريو سابلان تقاعد.[23]
21. أوريغون 3: إيرل بلوميناور تقاعد.[24]
22. تكساس 32: كولن ألرد تقاعد للترشح في انتخابات مجلس الشيوخ الأمريكي 2024 في تكساس.[25]
23. الدائرة السابعة في ولاية فرجينيا: أبيغيل سبانبورغر تقاعدت للترشح لمنصب حاكم ولاية فرجينيا في انتخابات حاكم ولاية فرجينيا 2025.[26]
24. فرجينيا 10: جينيفر ويكستون تقاعدت.[27]
25. واشنطن 6: ديريك كيلمر تقاعد.[28]

### جمهوري
1. أريزونا 8: ديبي ليسكو تقاعدت للترشح لمجلس المشرفين لمقاطعة ماريكوبا في انتخابات مجلس المشرفين لمقاطعة ماريكوبا 2024، المنطقة 4.[29]
2. كولورادو 4: غريغ لوبيز تقاعد.[30]
3. كولورادو 5: دوغ لامبورن تقاعد.[31]
4. فلوريدا 8: بيل بوسي تقاعد.[32]
5. جورجيا 3: درو فيرغسون تقاعد.[33]
6. إنديانا 3: جيم بانكس تقاعد للترشح لمجلس الشيوخ الأمريكي في انتخابات مجلس الشيوخ الأمريكي 2024 في إنديانا.[34]
7. إنديانا 6: غريغ بينس تقاعد.[35]
8. إنديانا 8: لاري بوشون تقاعد.[36]
9. كانساس 2: جيك ليتورنر تقاعد.[37]
10. لويزيانا 6: غاريت غريفز تقاعد بسبب إعادة تقسيم الدوائر.[38]
11. ميزوري 3: بلاين لوتكيمير تقاعد.[39]
12. مونتانا 2: مات روزندال تقاعد.[40]
13. كارولاينا الشمالية 8: دان بيشوب تقاعد للترشح لمنصب المدعي العام لولاية كارولاينا الشمالية في انتخابات المدعي العام لولاية كارولاينا الشمالية 2024.[41]
14. كارولاينا الشمالية 10: باتريك مكنري تقاعد.[42]
15. داكوتا الشمالية at-large: كيلي أرمسترونغ تقاعد للترشح لمنصب حاكم ولاية داكوتا الشمالية في انتخابات حاكم ولاية داكوتا الشمالية 2024.[43]
16. أوهايو 2: براد وينستروب تقاعد.[44]
17. بورتوريكو at-large: جينيفر غونزاليس-كولون تقاعدت للترشح لمنصب حاكم بورتوريكو في انتخابات حاكم بورتوريكو 2024.[45]
18. كارولاينا الجنوبية 3: جيف دنكان تقاعد.[46]
19. تكساس 12: كي غرانجر تقاعدت.[47]
20. تكساس 26: مايكل ك. بورغيس تقاعد.[48]
21. يوتا 3: جون كورتيس تقاعد للترشح لمجلس الشيوخ الأمريكي في انتخابات مجلس الشيوخ الأمريكي 2024 في يوتا.[49]
22. واشنطن 5: كاثي مكموريس روجرز تقاعدت.[50]
23. فرجينيا الغربية 2: أليكس موني تقاعد للترشح لمجلس الشيوخ الأمريكي في انتخابات مجلس الشيوخ الأمريكي 2024 في فرجينيا الغربية.[51]

## الاستقالة والوفيات
ستظل ثلاثة مقاعد شاغرة في يوم الانتخابات العامة بسبب الاستقالة أو الوفاة في عام 2024، أحدها </link> لن يتم ملؤها حتى المؤتمر القادم.

### ديمقراطي
توفي اثنان من الديمقراطيين أثناء وجودهم في مناصبهم.
1. نيوجيرسي 9: توفي بيل باسكرل في 21 أغسطس.[52]
2. تكساس 18: توفيت شيلا جاكسون لي في 19 يوليو. وتم إجراء الانتخابات الخاصة لدائرة الكونغرس الثامنة عشرة في تكساس 2024 لملء الفترة المتبقية من مدتها بالتزامن مع الانتخابات العامة للفترة الكاملة التالية.

### جمهوري
استقال أحد الجمهوريين قبل نهاية الفترة.
1. ويسكونسن 8: استقال مايك غالاغير في 24 أبريل. وتم إجراء الانتخابات الخاصة لدائرة الكونغرس الثامنة في ويسكونسن 2024 لملء الفترة المتبقية من مدته بالتزامن مع الانتخابات العامة للفترة الكاملة التالية.

## شاغلو المنصب
خسر أربعة من المرشحين الحاليين (اثنان من الديمقراطيين واثنان من الجمهوريين) فرصة إعادة ترشيحهم في الانتخابات التمهيدية.

### في الانتخابات التمهيدية

#### الديمقراطيون
خسر اثنان من الديمقراطيين فرصة إعادة الترشيح.
1. ميزوري 1: خسرت كوري بوش فرصة إعادة الترشيح لصالح ويسلي بيل.[53]
2. نيويورك 16: خسر جمال بومان فرصة إعادة الترشيح لصالح جورج لاتيمر.

#### الجمهوريون
خسر اثنان من الجمهوريين فرصة إعادة الترشيح.
1. ألاباما 1: خسر جيري كارل سباق إعادة الترشح أمام زميله النائب باري مور بعد إعادة تقسيم الدوائر.[54]
2. فرجينيا 5: خسر بوب غود فرصة إعادة الترشيح لصالح جون ماغواير.[55]

### في الانتخابات العامة

#### الديمقراطيون
خسر اثنان من الديمقراطيين إعادة انتخابهما أمام الجمهوريين.
1. بنسلفانيا 7: Susan Wild (first elected in 2018) lost to Ryan Mackenzie.[56]
2. بنسلفانيا 8: Matt Cartwright (first elected in 2012) lost to Rob Bresnahan.[57]

#### الجمهوريون
خسر ثلاثة جمهوريين، جميعهم من الطلاب الجدد، إعادة انتخابهم أمام الديمقراطيين.
1. نيويورك 4: Anthony D'Esposito (first elected in 2022) lost to Laura Gillen.[58]
2. نيويورك 19: Marc Molinaro (first elected in 2022) lost to Josh Riley.[59]
3. نيويورك 22: Brandon Williams (first elected in 2022) lost to John Mannion.[60]

## المقاعد المفتوحة التي تغيّرت أحزابها
| فاز الديمقراطيون بمقعد جمهوري واحد. 1. لويزيانا 6: فاز بها كليو فيلدز. | فاز الجمهوريون بأربعة مقاعد ديمقراطية. 1. ميشيغان 7: فاز بها توم باريت. 2. كارولاينا الشمالية 13: فاز بها براد نوت. 3. كارولاينا الشمالية 14: فاز بها تيم مور. 4. جزر ماريانا الشمالية at-large: فازت بها كيمبرلين كينغ-هيندز. |

## المقاعد المفتوحة التي شغلتها الأحزاب
| احتفظ الديمقراطيون بثمانية عشر مقعدًا من مقاعدهم المفتوحة. 1. أريزونا 3: فازت بها ياسمين أنصاري. 2. كاليفورنيا 16: فاز بها سام ليكاردو. 3. كاليفورنيا 29: فازت بها لوز ريفاس. 4. كاليفورنيا 30: فازت بها لورا فريدمان. 5. كاليفورنيا 31: فاز بها جيل سيسنيروس. 6. ديلاوير at-large: فازت بها سارة ماكبرايد. 7. ماريلاند 2: فاز بها جوني أولسزيوسكي. 8. ماريلاند 3: فازت بها سارة إلفريث. 9. ميشيغان 7: فازت بها كريستين ماكدونالد ريفيت. 10. مينيسوتا 3: فازت بها كيلي موريسون. 11. ميزوري 1: فاز بها ويسلي بيل. 12. نيوهامبشير 2: فازت بها ماجي جودلاندر. 13. نيوجيرسي 3: فاز بها هيرب كونواي. 14. نيوجيرسي 9: فازت بها نيلي بو. 15. نيويورك 16: فاز بها جورج لاتيمر. 16. أوريغون 3: فازت بها ماكسين ديكستر. 17. تكساس 18: فاز بها سيلفستر تورنر. 18. تكساس 32: فازت بها جولي جونسون. 19. فرجينيا 10: فاز بها سهاس سوبرامنيام. 20. واشنطن 6: فازت بها إميلي راندال. | احتفظ الجمهوريون باثنين وعشرين من مقاعدهم المفتوحة. 1. أريزونا 8: فاز بها إبراهيم حمادة. 2. كولورادو 5: فاز بها جيف كرانك. 3. فلوريدا 8: فاز بها مايك هاريدوبولوس. 4. جورجيا 3: فاز بها بريان جاك. 5. إنديانا 3: فاز بها مارلين ستوتزمان. 6. إنديانا 6: فاز بها جيفرسون شريف. 7. إنديانا 8: فاز بها مارك ميسمر. 8. كانساس 2: فاز بها ديريك شميت. 9. ميزوري 3: فاز بها بوب أوندر. 10. مونتانا 2: فاز بها تروي داونينغ. 11. كارولاينا الشمالية 8: فاز بها مارك هاريس. 12. كارولاينا الشمالية 10: فاز بها بات هاريغان. 13. داكوتا الشمالية at-large: فازت بها جولي فيدورشاك. 14. أوهايو 2: فاز بها ديفيد تايلور. 15. كارولاينا الجنوبية 3: فازت بها شيري بيغز. 16. تكساس 12: فاز بها كريغ غولدمان. 17. تكساس 26: فاز بها براندون غيل. 18. يوتا 3: فاز بها مايك كينيدي. 19. فرجينيا 5: فاز بها جون ماغواير. 20. واشنطن 5: فاز بها مايكل بومغارتنر. 21. فرجينيا الغربية 2: فاز بها رايلي مور. 22. ويسكونسن 8: فاز بها توني ويد، الذي فاز أيضًا بالانتخابات الخاصة للدائرة. |